# Chapelle Wesley
La chapelle Wesley (en anglais : Wesley's Chapel), initialement connue sous le nom de chapelle de City Road (City Road Chapel), est une église méthodiste de Londres. Elle fait partie d’un ensemble qui a constitué la base londonienne historique du fondateur du méthodisme, John Wesley, et qui comporte l’ancienne chapelle des débuts dite chapelle de la Fonderie, la maison de John Wesley et une école. On peut y visiter un musée consacré à John Wesley et au méthodisme dans la crypte de la chapelle, ainsi que la maison de John Wesley. Par ailleurs, la paroisse méthodiste est toujours active et quelque 440 membres participent aux cultes.

## Historique
La chapelle a été ouverte en 1778 en remplacement de la première chapelle utilisée par John Wesley à Londres, la chapelle de la Fonderie, où il avait prêché pour la première fois le 11 novembre 1739. Après une levée de  fonds, la première pierre a été posée le 21 avril 1777. L’architecte retenu fut George Dance the Younger, géomètre de la ville de Londres.
La première femme à prêcher dans cette chapelle a été Agnes Elizabeth Slack, en 1926.
Le bâtiment est classé monument historique Grade I. 

## Architecture

### Extérieur

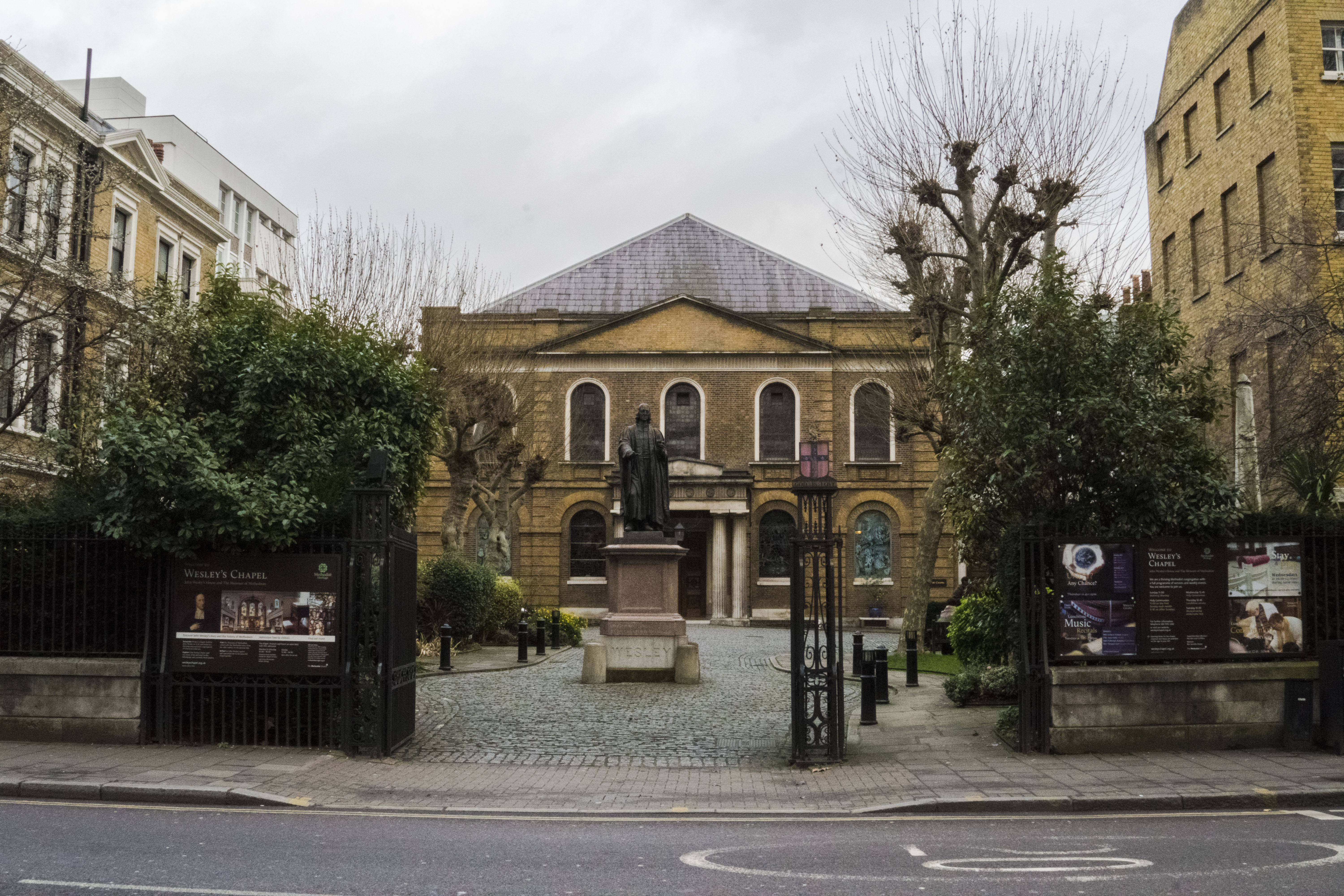
La cour de la chapelle Wesley, avec la statue de John Wesley.

Malgré les altérations ou améliorations apportées au cours du temps, la chapelle Wesley représente un bel exemple d’architecture georgienne. 

### Intérieur
En 1864, les tribunes de l'église ont été modernisées, des rangées de sièges y ont été installées et leurs balustrades ont été abaissées. Les piliers qui les soutenaient étaient à l'origine des mats de navires donnés par le roi George III ; ceux-ci furent remplacés en 1891 par des piliers de jaspe achetés en France grâce à un don des églises méthodistes d'outre-mer. Les vitraux ont été ajoutés tardivement. La clôture de chœur a été donnée par l'ex-Premier ministre britannique Margaret Thatcher, dont le mariage avait été célébré en 1951.

### Orgue
Un premier orgue a été installé en 1882 et l'orgue actuel en 1891. Il a été électrifié en 1905, et en 1938, ses tuyaux ont été déplacés à l'arrière de la tribune, où ils se trouvent toujours actuellement. 

## Le site

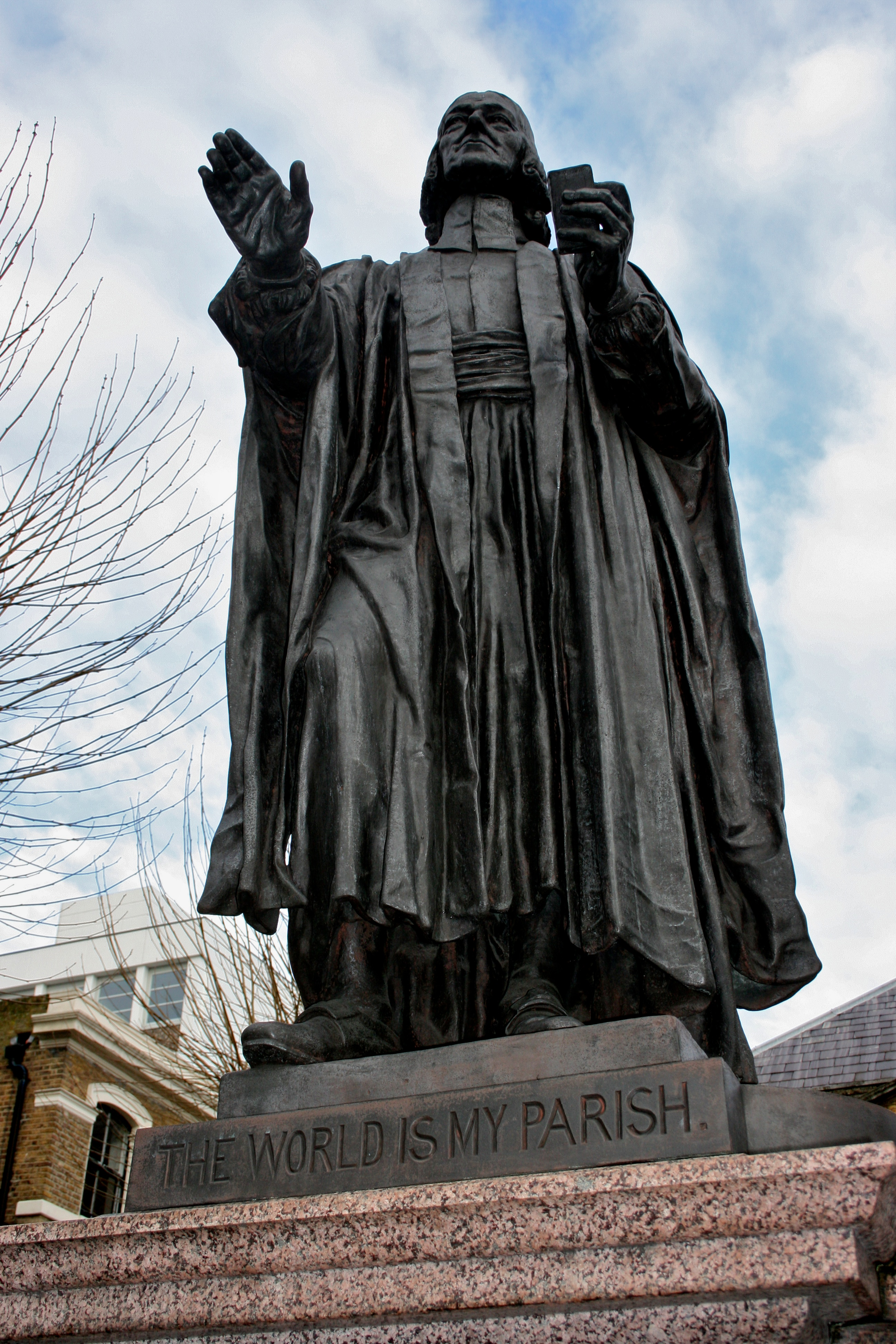
Statue by John Adams-Acton

### La statue de John Wesley
Une statue en bronze de Wesley avec à ses pieds l’inscription "le monde est ma paroisse", créée en 1891 par John Adams-Acton, se dresse dans la cour face la rue. Elle est classée monument historique Grade II.

### La maison de John Wesley

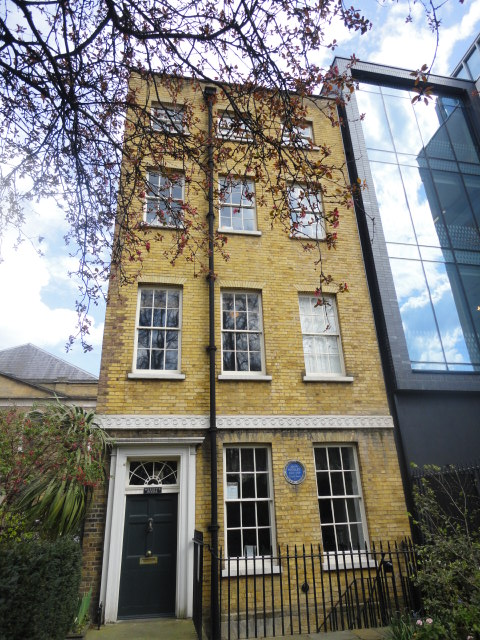
Vue de l’extérieur de la maison

Sur la droite de la cour dont La chapelle occupe le fond se trouve la maison de Wesley. Construite pour lui en 1779 après qu’il eut habité plusieurs années un appartement au-dessus de la fonderie, cette maison est un bon exemple d’une maison de petite bourgeoisie du XVIIIe siècle. Comme elle devait accueillir aussi d’autres prédicateurs méthodistes et des domestiques, elle a été agrandie assez rapidement après. Elle est restée en utilisation pour les prédicateurs méthodistes jusqu’en 1900. Une résidence pastorale a été construite en face pour le desservant de la paroisse de la chapelle Wesley. La maison de John Wesley a été ensuite restaurée et remeublée pour évoquer avec précision le contexte et les conditions dans lesquelles vivait John Wesley au XVIIIe siècle, pendant ses 11 années de résidence sur place. (En réalité, il était la plupart du temps en tournée d’évangélisation dans le pays.). Elle est classée monument historique Grade I et se visite en tant que musée dans une maison historique. Wesley est mort dans cette maison, dans sa chambre, le 2 mars 1791, à 87 ans.

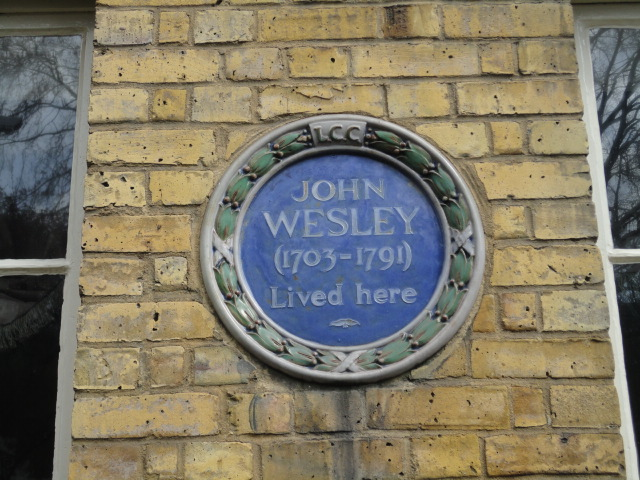
Plaque bleue signalant le monument historique
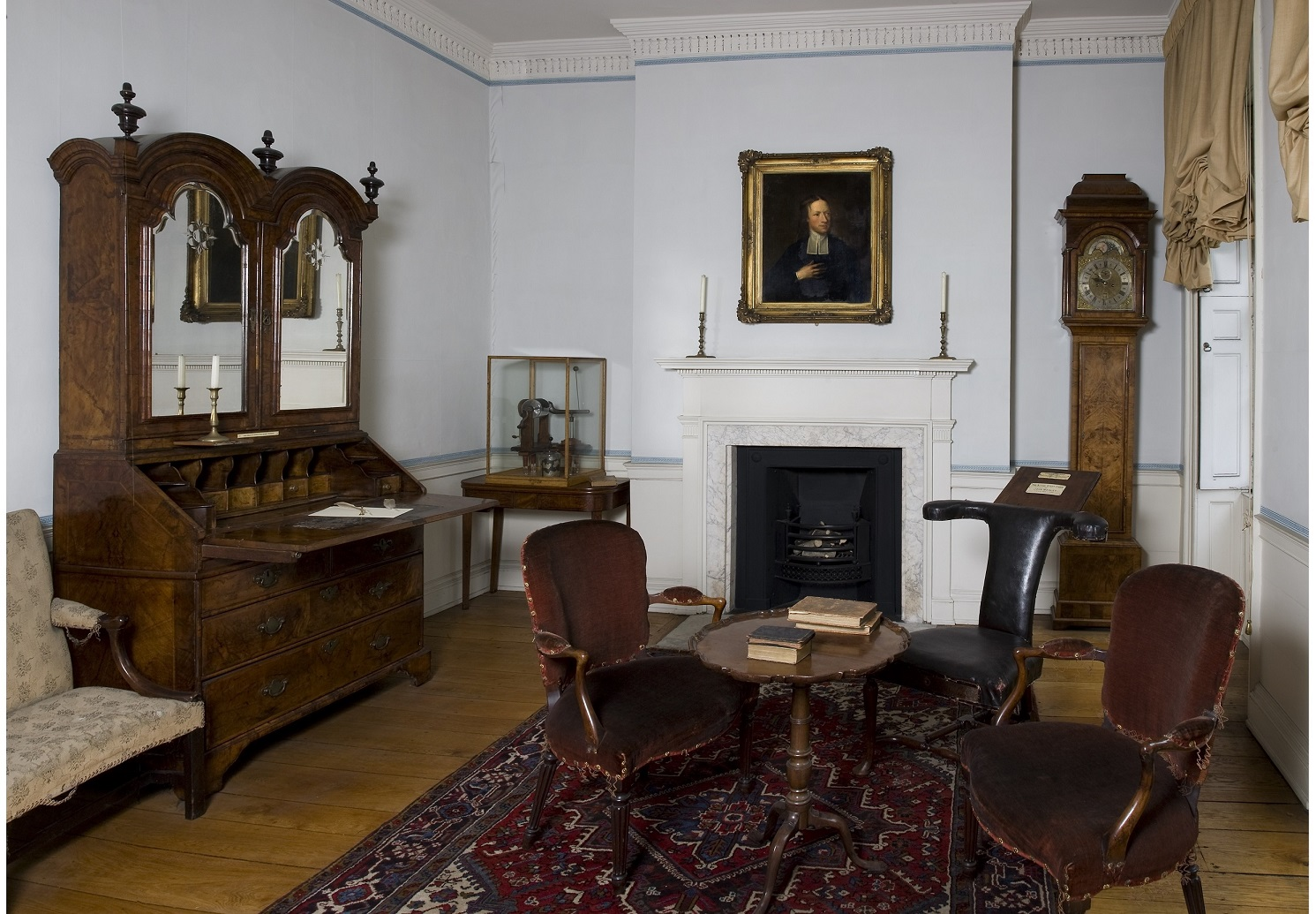
Bureau de la maison de John Wesley
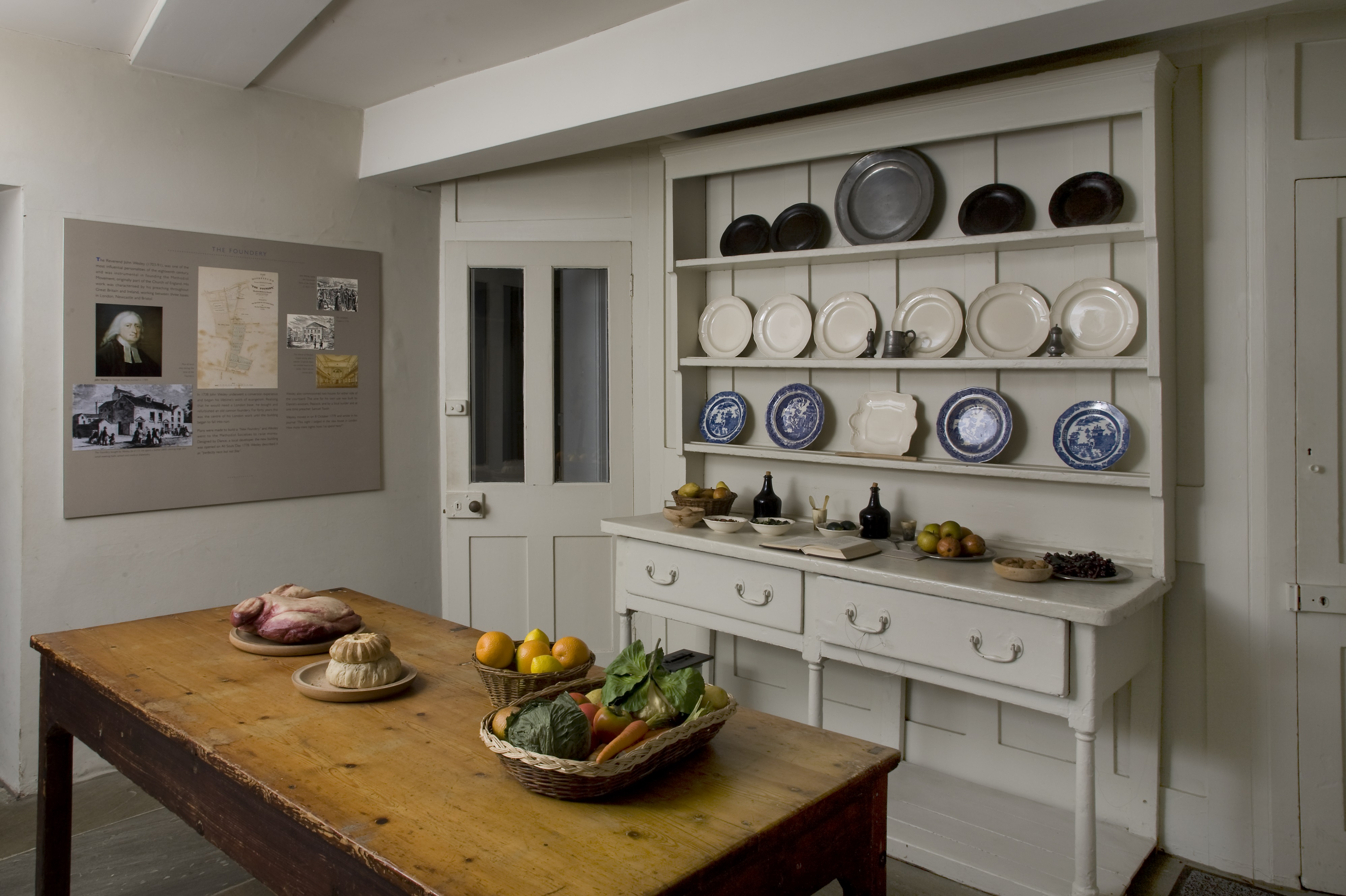
Cuisine de la maison de John Wesley

### Le cimetière
La tombe de John Wesley se trouve dans le jardin derrière la chapelle, de même que les tombes de six autres prédicateurs, de celle de sa sœur Martha Hall et de celle de son médecin et biographe, John Whitehead. Quelques pierres tombales se trouvent aussi contre le mur de la maison de Wesley côté cour.

### L’école

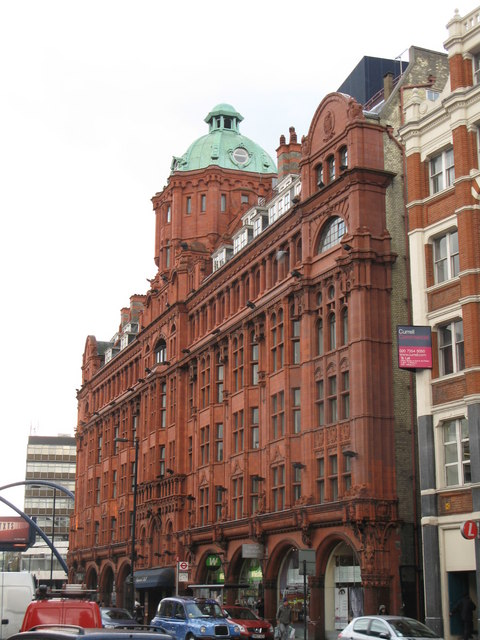
Bâtimetn de la Leysian Mission, sur Old Road

The Leys School a été ouverte à Cambridge en 1875, deux ans après que les non-Anglicans aient été admis à Oxford et à Cambridge, pour être "la réponse méthodiste à Eton".  La mission leysienne fut lancée en 1886 par des anciens élèves de cette école, pour améliorer les conditions sociales dans East End ; elle fut d’abord implantée dans Whitecross Street, une rue proche de City Road, avant de venir s’installer en 1902 dans un bâtiment construit pour elle dans Old Street, à proximité de la chapelle Wesley, dans le quartier de St Luke's. La mission fournissait une mission médicale, une assistance juridique, un secours d’urgence, des programmes alimentaires, des réunions pour hommes et pour femmes et toute une série de services et d’activités.
Après la seconde Guerre mondiale et l’arrivée de l’État-providence, la mission se sépara de ces bâtiments. De forts liens subsistèrent entre la chapelle Wesley et la mission, et un certain nombre de bourses ont continué à permettre à des enfants du quartier d'aller étudier à l'internat de la Leys School à Cambridge. Les deux institutions ont fusionné en 1989.

## Musée du méthodisme

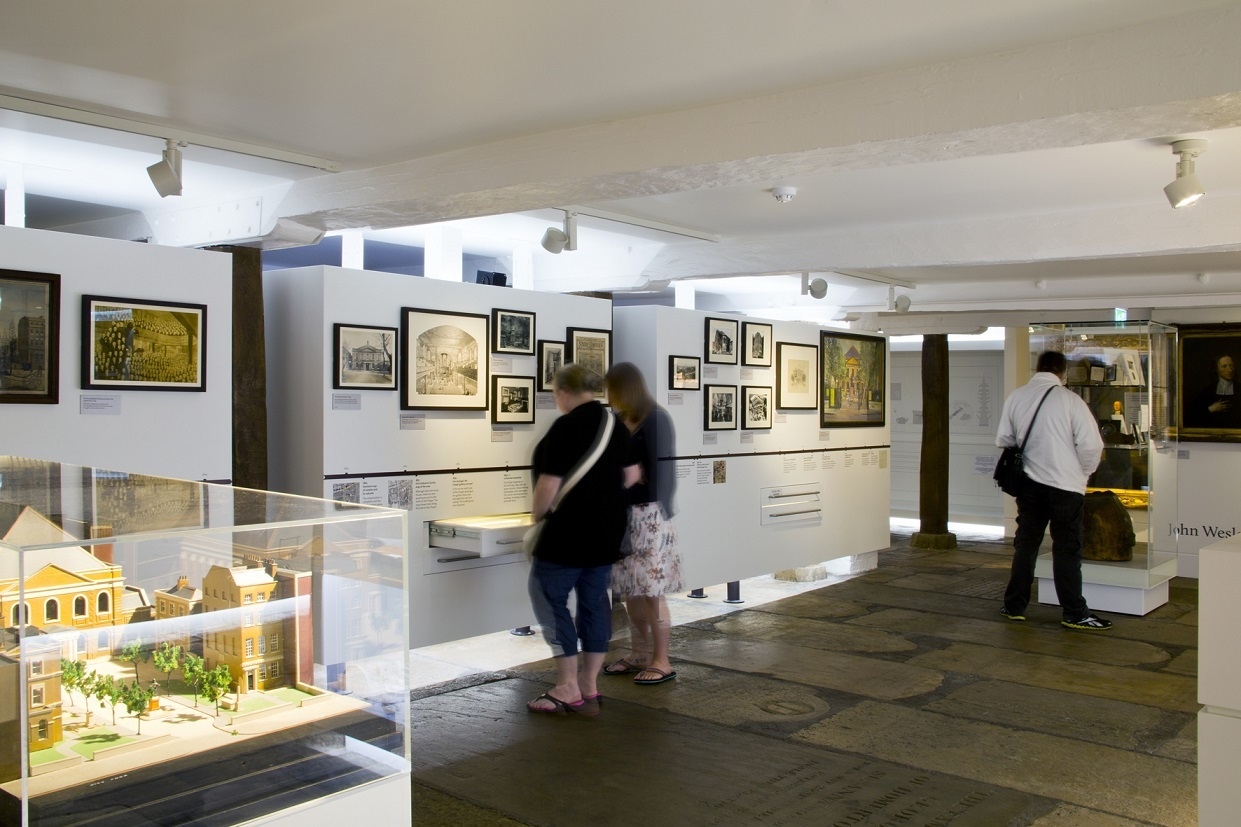
Musée du méthodisme dans la crypte de la chapelle

Dans la vaste crypte sous la chapelle se trouve le Musée du méthodisme, créé en 1978 et rénové en 2014.

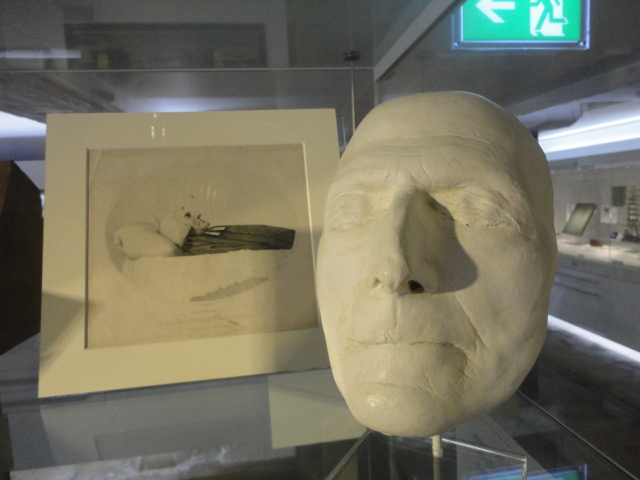
Masque mortuaire de John Wesley
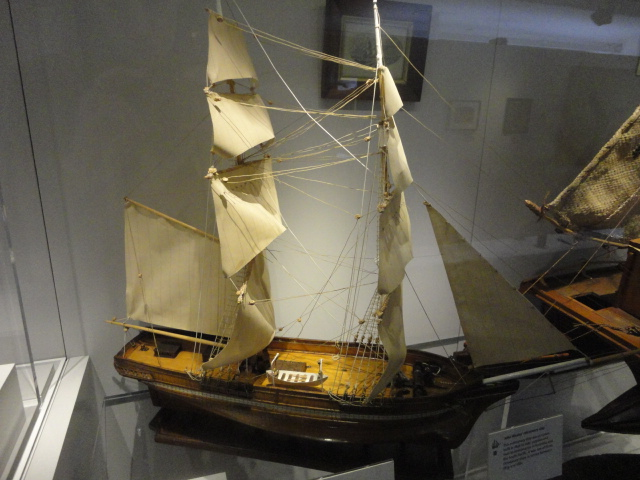
Le bateau de John Wesley
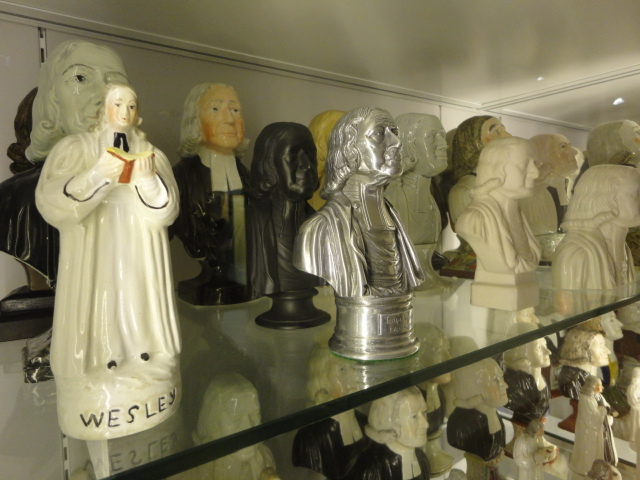
Céramiques représentant John Wesley

## La chapelle aujourd'hui

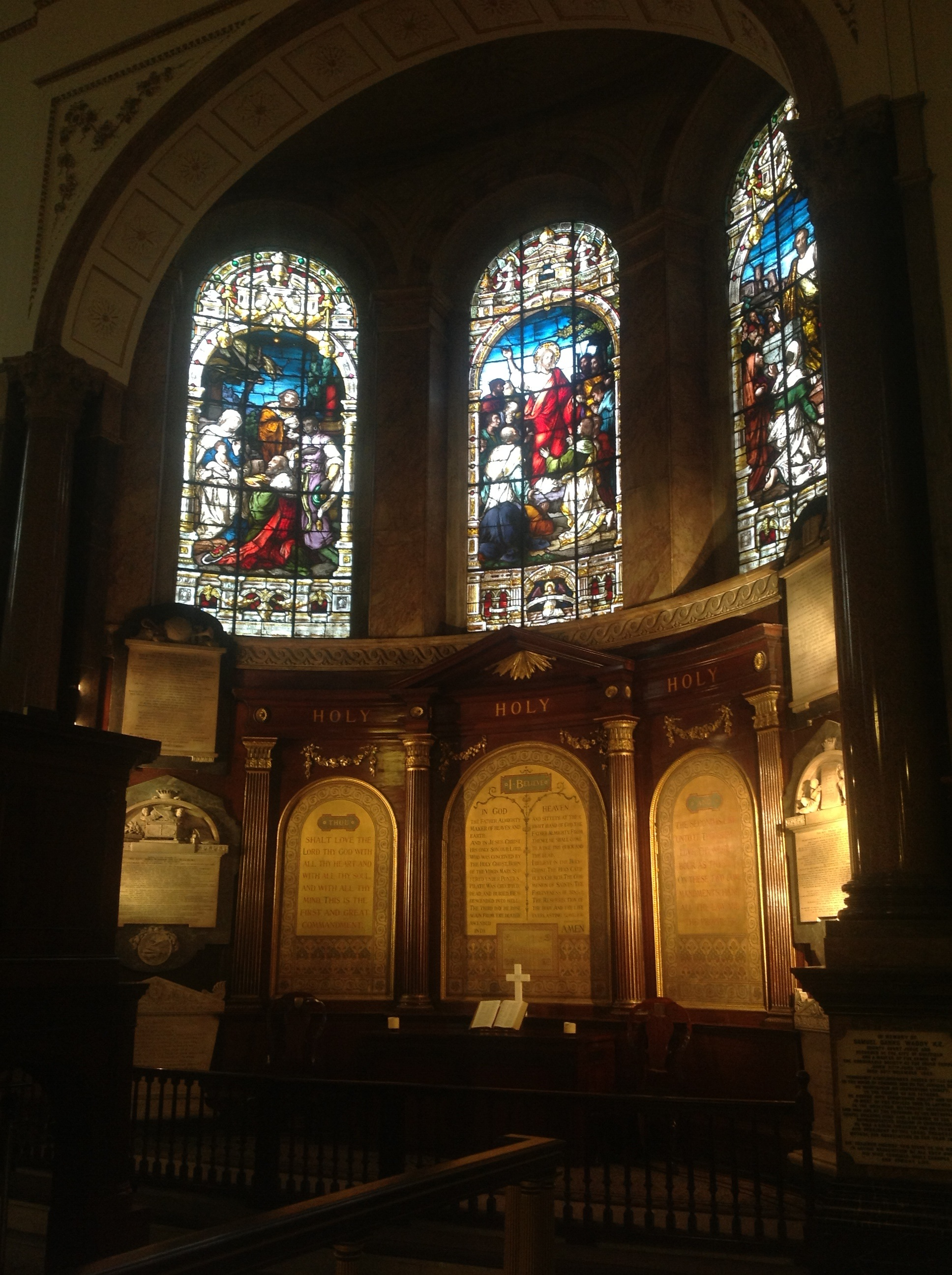
Table de communion de John Wesley

La chapelle Wesley est au centre d'une paroisse multiculturelle de quelque 440 personnes. Elle organise des prières quotidiennes, des services religieux tous les jours de la semaine, dont celui du dimanche appelé Holy Communion (en français : Sainte Cène) Elle est connue pour sa tendance "high church" et donc pour ses liturgies élaborées. 
La paroisse de la chapelle Wesley est engagée dans l’œcuménisme local avec ses voisins qui sont en l'occurrence anglicans, catholiques, luthérien et quaker. Elle ouvre ses salles de réunions à diverses activités.